# Taiwanomyia filicornis
Taiwanomyia filicornis là một loài ruồi trong họ Limoniidae. Chúng phân bố ở miền Cổ bắc.